# Stazione di Saint-Raphaël-Valescure
La stazione di Saint-Raphaël-Valescure (in francese Gare de Saint-Raphaël-Valescure) è la principale stazione ferroviaria di Saint-Raphaël, Francia.